# بوگو توسیگنانو
بوگو توسیگنانو (به ایتالیایی: Borgo Tossignano) یک کومونه در ایتالیا است که در استان بولونیا واقع شده‌است.

## خصوصیات
بوگو توسیگنانو ۲۹٫۱ کیلومترمربع مساحت و ۳٬۲۹۰ نفر جمعیت دارد و ۱۰۲ متر بالاتر از سطح دریا واقع شده‌است.